# 1666 год
1666 (ты́сяча шестьсо́т шестьдеся́т шесто́й) год  по григорианскому календарю — невисокосный год, начинающийся в пятницу. Это 1666 год нашей эры, 6‑й год 7‑го десятилетия XVII века 2‑го тысячелетия, 7‑й год 1660‑х годов. Он закончился 359 лет назад.
| Пн | Вт | Ср | Чт | Пт | Сб | Вс |
|    |    |    |    | 1  | 2  | 3  |
| 4  | 5  | 6  | 7  | 8  | 9  | 10 |
| 11 | 12 | 13 | 14 | 15 | 16 | 17 |
| 18 | 19 | 20 | 21 | 22 | 23 | 24 |
| 25 | 26 | 27 | 28 | 29 | 30 | 31 |

| Пн | Вт | Ср | Чт | Пт | Сб | Вс |
| 1  | 2  | 3  | 4  | 5  | 6  | 7  |
| 8  | 9  | 10 | 11 | 12 | 13 | 14 |
| 15 | 16 | 17 | 18 | 19 | 20 | 21 |
| 22 | 23 | 24 | 25 | 26 | 27 | 28 |

| Пн | Вт | Ср | Чт | Пт | Сб | Вс |
| 1  | 2  | 3  | 4  | 5  | 6  | 7  |
| 8  | 9  | 10 | 11 | 12 | 13 | 14 |
| 15 | 16 | 17 | 18 | 19 | 20 | 21 |
| 22 | 23 | 24 | 25 | 26 | 27 | 28 |
| 29 | 30 | 31 |    |    |    |    |

| Пн | Вт | Ср | Чт | Пт | Сб | Вс |
|    |    |    | 1  | 2  | 3  | 4  |
| 5  | 6  | 7  | 8  | 9  | 10 | 11 |
| 12 | 13 | 14 | 15 | 16 | 17 | 18 |
| 19 | 20 | 21 | 22 | 23 | 24 | 25 |
| 26 | 27 | 28 | 29 | 30 |    |    |

| Пн | Вт | Ср | Чт | Пт | Сб | Вс |
|    |    |    |    |    | 1  | 2  |
| 3  | 4  | 5  | 6  | 7  | 8  | 9  |
| 10 | 11 | 12 | 13 | 14 | 15 | 16 |
| 17 | 18 | 19 | 20 | 21 | 22 | 23 |
| 24 | 25 | 26 | 27 | 28 | 29 | 30 |
| 31 |    |    |    |    |    |    |

| Пн | Вт | Ср | Чт | Пт | Сб | Вс |
|    | 1  | 2  | 3  | 4  | 5  | 6  |
| 7  | 8  | 9  | 10 | 11 | 12 | 13 |
| 14 | 15 | 16 | 17 | 18 | 19 | 20 |
| 21 | 22 | 23 | 24 | 25 | 26 | 27 |
| 28 | 29 | 30 |    |    |    |    |

| Пн | Вт | Ср | Чт | Пт | Сб | Вс |
|    |    |    | 1  | 2  | 3  | 4  |
| 5  | 6  | 7  | 8  | 9  | 10 | 11 |
| 12 | 13 | 14 | 15 | 16 | 17 | 18 |
| 19 | 20 | 21 | 22 | 23 | 24 | 25 |
| 26 | 27 | 28 | 29 | 30 | 31 |    |

| Пн | Вт | Ср | Чт | Пт | Сб | Вс |
|    |    |    |    |    |    | 1  |
| 2  | 3  | 4  | 5  | 6  | 7  | 8  |
| 9  | 10 | 11 | 12 | 13 | 14 | 15 |
| 16 | 17 | 18 | 19 | 20 | 21 | 22 |
| 23 | 24 | 25 | 26 | 27 | 28 | 29 |
| 30 | 31 |    |    |    |    |    |

| Пн | Вт | Ср | Чт | Пт | Сб | Вс |
|    |    | 1  | 2  | 3  | 4  | 5  |
| 6  | 7  | 8  | 9  | 10 | 11 | 12 |
| 13 | 14 | 15 | 16 | 17 | 18 | 19 |
| 20 | 21 | 22 | 23 | 24 | 25 | 26 |
| 27 | 28 | 29 | 30 |    |    |    |

| Пн | Вт | Ср | Чт | Пт | Сб | Вс |
|    |    |    |    | 1  | 2  | 3  |
| 4  | 5  | 6  | 7  | 8  | 9  | 10 |
| 11 | 12 | 13 | 14 | 15 | 16 | 17 |
| 18 | 19 | 20 | 21 | 22 | 23 | 24 |
| 25 | 26 | 27 | 28 | 29 | 30 | 31 |

| Пн | Вт | Ср | Чт | Пт | Сб | Вс |
| 1  | 2  | 3  | 4  | 5  | 6  | 7  |
| 8  | 9  | 10 | 11 | 12 | 13 | 14 |
| 15 | 16 | 17 | 18 | 19 | 20 | 21 |
| 22 | 23 | 24 | 25 | 26 | 27 | 28 |
| 29 | 30 |    |    |    |    |    |

| Пн | Вт | Ср | Чт | Пт | Сб | Вс |
|    |    | 1  | 2  | 3  | 4  | 5  |
| 6  | 7  | 8  | 9  | 10 | 11 | 12 |
| 13 | 14 | 15 | 16 | 17 | 18 | 19 |
| 20 | 21 | 22 | 23 | 24 | 25 | 26 |
| 27 | 28 | 29 | 30 | 31 |    |    |

## События
- Всемирные волнения религиозных общин из-за предрекаемого конца света.

### Западная Европа
- 1640—1668 — Война за независимость Португалии. Серия народных волнений, конфликтов и военных действий, направленных на восстановление Португалией независимости от испанской короны[1].
  - 1662—1668 — английская экспедиция в Португалию[2].
- 1645—1669 — Критская война. Война Османской империи с Венецианской республикой за богатое заморское владение Венеции остров Крит[3].
- 1665—1666 — закончилась Вторая бременская война. Война между Швецией и Бременом в связи с нерешённым во время Первой бременской войны вопросом о статусе Бремена[4].
- 1665—1667 — Вторая англо-голландская война[5].
  - 1 (11) июня—4 (14) июня — морское Четырёхдневное сражение[6].
  - 25 июля (4 августа) — морское сражение в день Святого Иакова[7].
  - Голландский флот де Рюйтера нанёс поражение англичанам, ворвался в Темзу и угрожал Лондону.
- 1666—1669 — началось крестьянское восстание в Руссильоне (Франция).
- 1665—1666 — закончилась Великая эпидемия чумы в Лондоне[8].
  - Эпидемия бубонной чумы прокатилась по Лондону, унеся жизни более 100 000 человек или 20 % населения города[8].
- 1666—1681 — прорыт Лангедокский канал, соединивший Средиземное море с Атлантическим океаном.
- 2—5 сентября — Великий лондонский пожар. Он уничтожил 80 % города и оставил без крова десятки тысяч человек.
- Присоединение к Бранденбургу Везеля.
- Открыта зеркальная фабрика в Амстердаме.
- Впервые упомянут французский город Сет.

### Восточная Европа
- 1665—1666 — Рокош Любомирского. Военная конфедерация под руководством гетмана польного коронного Ежи Себастьяна Любомирского, созданная против короля Речи Посполитой Яна II Казимира Вазы[9].
  - 13 июля — битва под Монтвами. Сражение между войсками польского короля Яна Казимира Вазы и войсками бывшего коронного гетмана Ежи Себастьяна Любомирского[10].
- 1666—1667 — началась война Польши с Турцией за Правобережье Днепра.
- 1666—1667 — началось восстание Франца Вяшшелева в Венгрии против Габсбургов. Оккупация Венгрии австрийскими войсками.
- 1666—1671 — началась Польско-казацко-татарская война. Боевые действия на Украине между Речью Посполитой и Османской империей (в реальности — между Гетманщиной и Крымским ханством)[11].
  - 19 декабря — битва под Браиловым[12].
- Ян Собеский становится гетманом польным коронным.
- Поход казаков к берегам Крыма и Турции.
- Турками захвачена венецианская крепость Кандия на албанском берегу.

### Африка
- 1 января — португальцы, опираясь на помощь местных князьков, разбили войско Конго. Антониу I был убит. Однако португальцам пришлось покинуть страну.

### Азия
- 1618—1683 — маньчжурское завоевание Китая. Процесс распространения власти маньчжурской империи Цин на территорию, принадлежавшую китайской империи Мин[13].
- Шабтай Цви принял ислам.

### Америка
- Основан Ньюарк.
- Первая попытка англичан овладеть Гваделупой.

## Русское государство
Царствование: 1645—1676 — Алексей Михайлович
- 1654—1667 — Русско—польская война[14].
  - Март — И.А. Хованский снял блокаду с г. Борисоглебов (сов. Даугавпилс)[14].
  - Лето — русское войско под командованием Я.К. Черкасского заняло Шклов и Копысь, осаждали Могилёв[14].
  - Мирные русско-польские переговоры в деревне Андрусово.
- Конец весна—лето — поход Василия Уса к Москве (ок. 700 чел.) Затронул Дедиловский, Скопинский, Тульский и другие уезды[15].
- 1666—1667 проходит Большой Московский собор, известный как «собор, осудивший Никона» с участием патриархов Антиохийского Макария и Александрийского Паисия. Главной целью Собора было ослабить раскол в православной церкви[16][17].
- Башмаков Дементий Минич, выполняя особое поручение царя, убеждал покаяться протопопа Аввакума[18].
- Русский посол Кульвинский вёл в Урге переговоры о переходе монголов в подданство России.
- 1665—1666 — военный конфликт крымского хана Мехмед IV Герая с Белгородской и Буджакской ордами, в который вмешался силистрийский наместник Хусейн-паша. Султан требовал от крымского хана прекратить притеснения ногаев, т.к. консолидация военных усилий Ногайских Орд и Крымского ханства была необходима для активной поддержки гетмана Правобережной Украины П.И. Дорошенко, однако крымских хан не подчинился воле султана. В связи с этим Мехмед IV был смещён с престола и бежал в Западную Черкесию, а затем в Дагестан, где вплоть до своей смерти (ум. 1674) вёл жизнь простого дервиша[19].
- Лето — в Малороссии проведена перепись населения, что вызвало большое недовольство у казаков[20].
- Мазепа Иван Степанович перешёл к восставшему против поляков гетману П.Д. Дорошенко[21].
- 1666/67—1668/69 — Приказ денежного и хлебного сбора объединён с Приказом Большого прихода[22].
- Пожалование Думным дворянином: Хитрово Иван Богданович, Хитрово Иван Севастьянович, Хитрово Александр Севастьянович[23].
- Пожалован боярством: гетман Брюховецкий Иван Мартынович (ум. 1669)[23].
- Местничество:
  - Бутурлин Фёдор Васильевич и Хилков Иван Андреевич[24].
  - Клокачёв Тимофей Дмитриевич и Шереметев Пётр Васильевич[24].
  - Всеволожский Василий и Всеволожский Фёдор Васильевич[24].
  - Бутурлин Иван Фёдорович и Прозоровский Иван Семёнович[24].
- Август—октябрь —  Милославский Иван Богданович в третий раз подвергнут опале с лишением чинов (см. 1653, 1656 года)[25].

### Города и поселения
- Симбирским воеводой Дашковым Иваном Ивановичем основан Сенгилей, как застава от набега кочевников. Первопоселенцы заставы — станичные казаки основали слободу Станичная[26].
- Впервые упомянут город Сокиряны.
- Основан Верхнеудинский острог, ныне город Улан-Удэ[16].
- Впервые упомянуто село Покровское (сов. г. Ртищево)[27].

### Руководители приказов
| Года      | Приказ                  | Ф,И,О главы                 | Примечания                   |
| --------- | ----------------------- | --------------------------- | ---------------------------- |
| 1654—1680 | Оружейная палата        | Хитрово Богдан Матвеевич    |                              |
| 1658—1666 | Ствольный приказ        | Хитрово Богдан Матвеевич    | Первый в 1652-1653           |
| 1664—1680 | Большого дворца         | Хитрово Богдан Матвеевич    |                              |
| 1664—1680 | Судный дворцовый приказ | Хитрово Богдан Матвеевич    | Не путать с Судным приказом  |
| 1648-1665 | Стрелецкий приказ       | Милославский Илья Данилович |                              |
| 1648-1666 | Большой казны           | Милославский Илья Данилович |                              |
| 1649-1666 | Иноземский приказ       | Милославский Илья Данилович |                              |
| 1649-1666 | Аптекарский приказ      | Милославский Илья Данилович |                              |
| 1665-1666 | Рейтарский приказ       | Милославский Илья Данилович | Ранее: 1650-1658 и 1659-1662 |
| 1665-1666 | Счётный приказ          | Милославский Илья Данилович |                              |
| 1653-1667 | Посольский приказ       | Иванов Алмаз Иванович       |                              |
| 1654-1669 | Печатный приказ         | Иванов Алмаз Иванович       |                              |
| 1663-1670 | Казанского дворца       | Долгоруков Юрий Алексеевич  |                              |
| 1666-1670 | Большой казны           | Одоевский Никита Иванович   | Боярин                       |
| 1666-1670 | Иноземский приказ       | Одоевский Никита Иванович   | Боярин                       |
| 1666-1670 | Рейтарский приказ       | Одоевский Никита Иванович   | Боярин                       |
| 1664-1670 | Разрядный приказ        | Башмаков Дементий Минич     | Думный дьяк                  |

#### Воеводы[33]
| Года      | Город     | Ф,И,О воеводы                | Примечания                    |
| --------- | --------- | ---------------------------- | ----------------------------- |
| 1666-1668 | Арзамас   | Бестужев Григорий Иванович   |                               |
| 1663-1666 | Астрахань | Одоевский Яков Никитич       | Стольник                      |
| 1666-1668 | Астрахань | Хилков Иван Андреевич        | Боярин                        |
| 1662-1667 | Берёзов   | Давыдов Алексей Петрович     |                               |
| 1666      | Боровск   | Челищев Фёдор Иванович       | Отставной ярославчинин        |
| 1666-1668 | Брянск    | Волконский Андрей Михайлович | Стольник                      |
| 1664-1666 | Белгород  | Репнин Борис Александрович   | Боярин. Первый раз: 1650-1651 |
| 1666-1668 | Белгород  | Барятинский Юрий Никитич     | Окольничий                    |

## Начало правления
См.также: Список глав государств в 1666 году
- Адиль Герай — крымский хан.
- Ильяш Александру — правитель Молдавии.
- Мулай Рашид ибн Шериф — султан Марокко.
- Абу-л-Мозаффар Шах Солайман Сафи — шаханшах Ирана (см. Персидские правители династии Сефевидов).

## Наука и искусство
- Основана Парижская Академия наук и Христиан Гюйгенс становится первым её президентом.
- Исаак Ньютон получает спектр солнечного света при помощи оптической призмы.
- Роберт Гук изобретает спиртовой уровень и винтовые зубчатые колёса.
- Лейбниц защитил диссертацию по праву.
- Основан Лундский университет
- Заложен Большой сад (нем. Großer Garten) Ганновера.
- Впервые опубликована «История архиепископов Салоны и Сплита» авторства Фомы Сплитского.
- Мольер создаёт комедии «Сицилиец, или Любовь-живописец», «Комическая пастораль», «Мелисерта», «Лекарь поневоле» и «Мизантроп».
- Жеро де Кордемуа издаёт своё главное сочинение — «Le discernement de l’âme et du corps».
- В Ташилунпо возведена ступа для Четвёртого Панчен-ламы.

## Родились
См. также: Категория:Родившиеся в 1666 году
- 19 марта — Иоганн Леонгард Фриш, немецкий медик, орнитолог, энтомолог, естествоиспытатель, филолог, переводчик и педагог; доктор медицины, член Берлинской академии наук. (ум. 1743)
- 14 мая — Виктор-Амадей II, король Сардинского королевства в 1720—1730 годах (ум. 1732).
- 27 августа (6 сентября) — Иван V Алексеевич, русский царь (1682—1696) из династии Романовых (ум. 1696)[34].

## Скончались
См. также: Категория:Умершие в 1666 году
- 19 февраля — Виллем ван Хонтхорст (р. 1594), голландский художник Золотого века; представитель утрехтской школы живописи.
- 28 ноября — Даниелюс Клейнас, автор первой грамматики литовского языка.
- Шах-Джахан — император индийской державы Великих моголов (в крепости Агры, где находился в плену у сына Аурангзеба; похоронен в построенном им мавзолее жены Тадж-Махале).
- Анна Австрийская — вдовствующая королева Франции, мать Людовика XIV.